# 高忍日賣神社
高忍日賣神社（たかおしひめじんじゃ、高忍日売神社）とは愛媛県伊予郡松前町にある神社。『延喜式神名帳』の伊予国伊予郡にその名が記載されている。全国で唯一、高忍日賣大神を奉斎する神社であり、産婆・乳母の祖神として、特に全国の助産師や教育関係者等の崇敬を集めている。境内には村松志保子助産師顕彰会が建立した「母子と助産師の碑」があり、毎年3月8日にイベントが行われる。神紋は「十六弁の菊」と「五七の桐」とを用いている。例祭日は毎年10月13日・14日・15日である。

## 祭神
主祭神
高忍日賣大神（たかおしひめのおおかみ）
配祀
天忍男命（あめのおしおのみこと）
天忍女命（あめのおしひめのみこと）
天忍人命（あめのおしひとのみこと）

## 神話
当社には固有の神話がいくつか残る。初代神武天皇の父君日子波限建鵜葺草葺不合命が生まれる際の伝承である。
日子穂穂手見命と豊玉毘売命とが仲睦まじく船で海を渡る際に、妻神が急に産気づき近くの海岸で産屋を建てて、出産することになった。
そこで、鵜茅（ウガヤ）で産屋を葺いてその中で出産するが、海から多くの蟹がはい上がり産屋まで入り大変な難産になった。豊玉毘売命が「高忍日賣大神」と一心に唱えると高忍日賣大神が顕現し、天忍日女命と天忍人命と天忍男命を遣わされ、天忍人命と天忍男命には箒を作って蟹を掃き飛し、天忍日女命には産屋に入って産婆の役目をした。
これにより始めは難産だったが安産し、産屋が葺きあがらないうちに無事男児を産むことができた。日子穂穂手見命は、男児を日子波限建鵜葺草葺不合命と命名した。
この神話から、当社の祭神は産婆・乳母の祖神、また、箒の神として多くの人々から崇敬されている。

## 由緒
創祀年代は不詳である。伊予国伊予郡(現在の伊予郡とは多少異なる)にあって、南は山地や丘陵地帯、北は平野で水に恵まれ、早くから開けていたようで、大小の古墳群や大規模な祭祀遺跡、集落跡なども発掘されている。当社は、古代より皇室の崇敬が篤く、出産の際には勅使が差遣されたと伝わる。『伊予国風土記逸文』には聖徳太子道後行啓の折に伊予郡を巡ったとあり、当社に参詣して「神号扁額」を奉納した。奈良時代には、当社が開発領主となって付近一帯を開墾して神社の前を三千坊、後ろを千坊と称して境内八町余に及び、広大な神域を形成していた。また、神職の中には国府の役人を兼ねる者がおり、中央とも盛んに交流がなされ、伊予郡の文化的拠点ともなった。
平安時代には、延長5年(927年)にまとめられた『延喜式』巻九・十(延喜式神名帳)に国が祀る神社(官社)が記載されており、当社の名前も記された。また、『伊予国神名帳』にも載せられており、重視されていたことがわかる。さらに、正三位の神階奉授があり、「高押穂明神」とも称され、勅使・国司が度々参向した。鎌倉時代には、「高忍日賣若宮八幡宮」と称して武家の信仰を集め、特に源頼朝から幕府繁栄・安産の加護のため、神領76町を寄進された。また、神社の北東(鬼門)と南西(裏鬼門)にある夷子(えびす)社では月3回の市(三斎市)が開かれ、多くの人々で賑わった。社家は大神主・大宮司を中心に武士団を形成して幕府御家人として活動し、朝廷にも重視された。南北朝時代には、南朝方に属して南朝の興隆のために尽くし、後村上天皇から勅使左少弁を遣わされて、当時の神主藤兵衛(とうのひょうえ)に位階・神領安堵状が授けられた。また、豪族河野(土居)通景から神領や武具等の寄進があった。
室町時代には、夷子社で開かれていた市も月6回(六斎市)となり繁栄した。神社が座元となって商人たちを保護して伊予国内にとどまらず、全国各地と交易を行った。その後、戦国時代に入り戦国大名の富国強兵策により、神領を徐々に失い、商工業者は城下町に集められ、市は急速に衰退した。
江戸時代には、加藤嘉明をはじめ蒲生忠知、久松家歴代松山藩主の崇敬篤く、藩の祈祷所として安産、厄除け、五穀豊穣、祈雨、祈晴等の祈願が行われ、松山藩鎮護の社・伊予郡総鎮守・総氏神の社として藩主以下代官・大庄屋等が参列した。藩主等が伺候した藩主代官詰所が現存し、幕末まで「藩主御成の間」があった。また、全国で唯一高忍日賣大神を祭祀する故をもって、正一位の神階と「全国唯一社」という称号とを朝廷から贈られたといわれる。
なお、嘉永3年(1850年)に上棟された松山城天守閣の丑木は、当社境内の北西隅にあって東温市からも見えたという大松が使用された。また、境内の古井戸は旱魃にも涸れることがなく、この湧水を飲むと子宝に恵まれるとされ、女性に信仰されている。清宮貴子内親王ご生誕の際には、皇室産婆より安産御祈祷の依頼があり、神職が奉仕した。

## 主な年中行事
1月1日　　歳旦祭
1月3日　　日供講始祭
1月15日　どんど焼き神事
2月3日　　節分祭（星神祭）
2月11日　祈年祭
3月8日　安産福運大祭（母子と助産師の日）
4月29日　春季大祭
5月第2日曜日　尚歯会
8月2日　　虫干祭
10月13日～15日　例大祭
11月23日　新嘗祭
12月31日　大祓式・除夜祭

## 境内

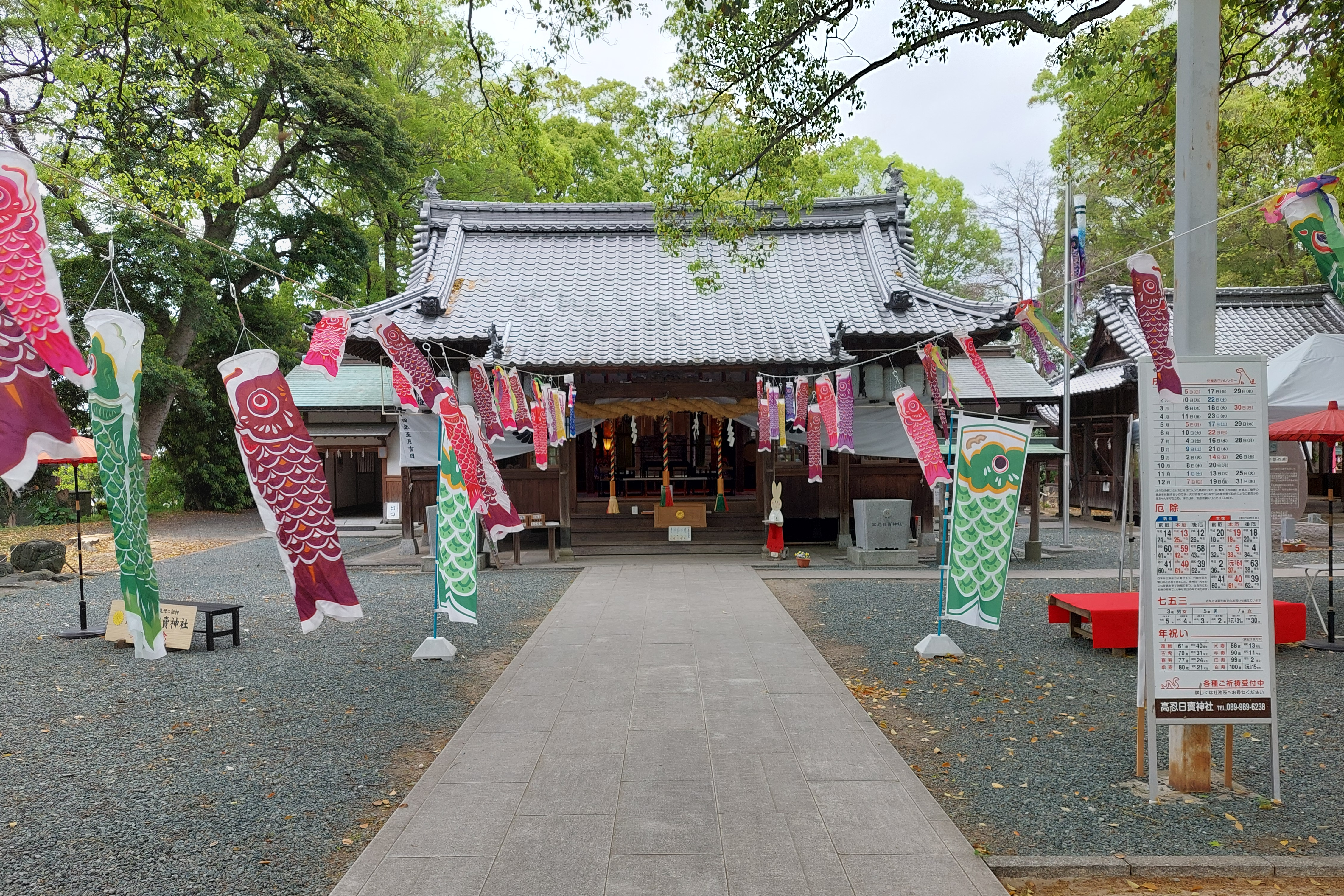
拝殿
「四季農耕図」等の全国的に珍しい絵馬が多数掲げられている。
中殿
「藩主代官詰所」「神供所」が併設されている。
渡殿（細殿）
本殿
三間社流造で屋根は銅版葺。かつては式年造替が行われた。
廻廊
神輿庫
授与所
手水舎
神門
大鳥居

## 境内社
産砂神社
「うぶすな様」と親しまれ、「円満石」と呼ばれる丸石を持ち帰ると願いが叶うといわれる。願いが叶うと倍量にして戻してお礼参りをするとますます幸福が訪れると信仰されている。
素鵞神社
大字徳丸に鎮座していたが、明治期に境内へ移動された。建速須佐之男命、櫛稲田姫命、大国主命を祀る。
若宮八幡宮
仁徳天皇を祀る。
上市夷子神社
蛭子命を祀る。かつて高忍日賣神社の鬼門（北東隅）守護の神として境外に鎮座していた。
金刀比羅宮
大物主命と崇徳上皇とを祀る。
徳丸天満宮
生目八幡宮
応神天皇、藤原景清公を祀る。
天照皇大神宮
奈良原神社
保食命を祀る。
下市恵美寿神社
蛭子命を祀る。上市に対して本社の裏鬼門（南西隅）守護の神として境外に鎮座していた。
龍王神社
境内にあった神池の中島に祀られていた。八大龍王大明神を祀る。
鮒川神社（鮒川大明神）
七生稲荷神社
諏訪神社
大字徳丸河原組に鎮座していたが、明治期に境内へ移動した。
道祖神社
春日神社
玉箒社
一宮神社
天村雲命を祀る。
福崗神社

## 境外社

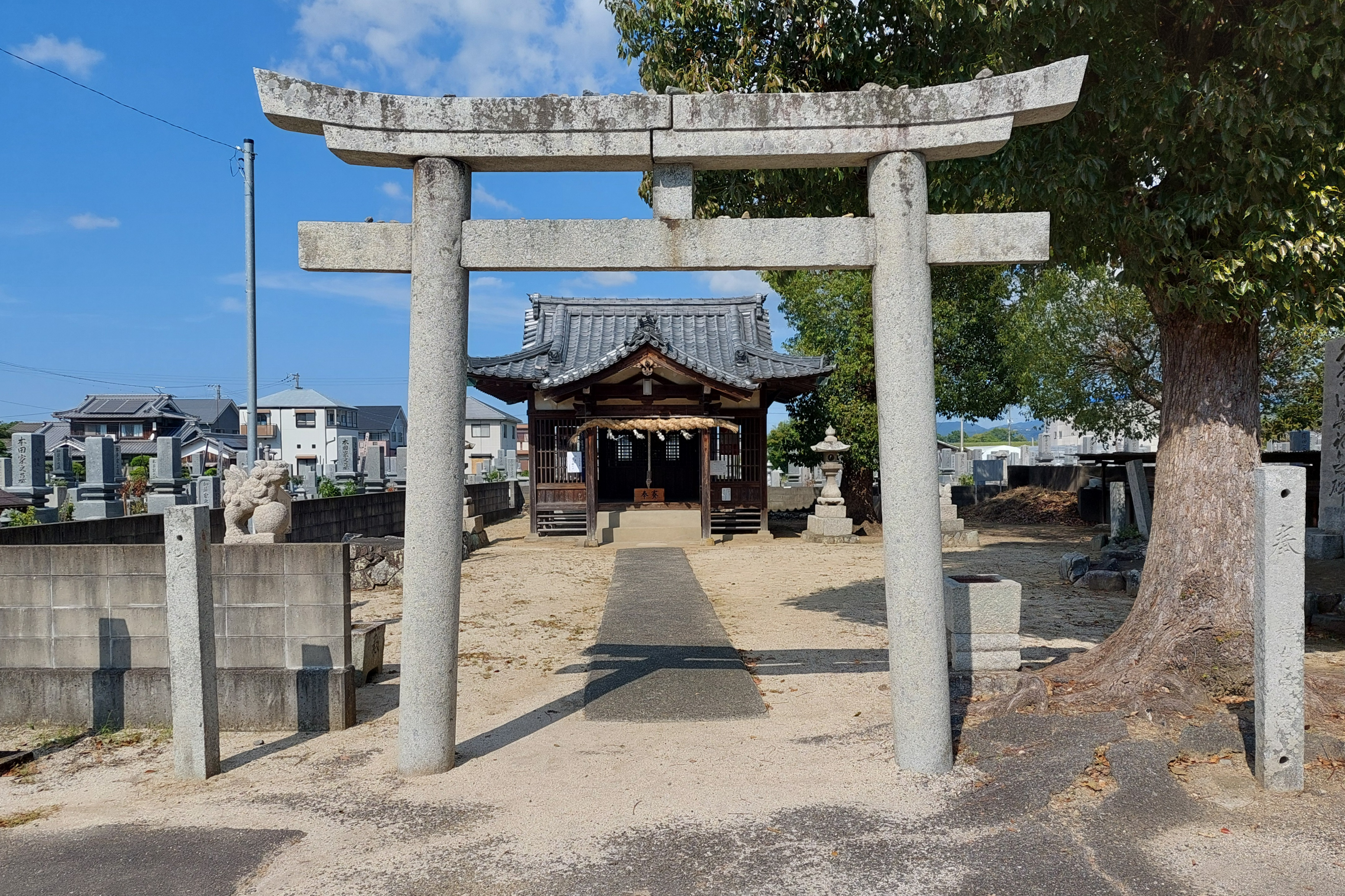
素鵞神社（中川原）
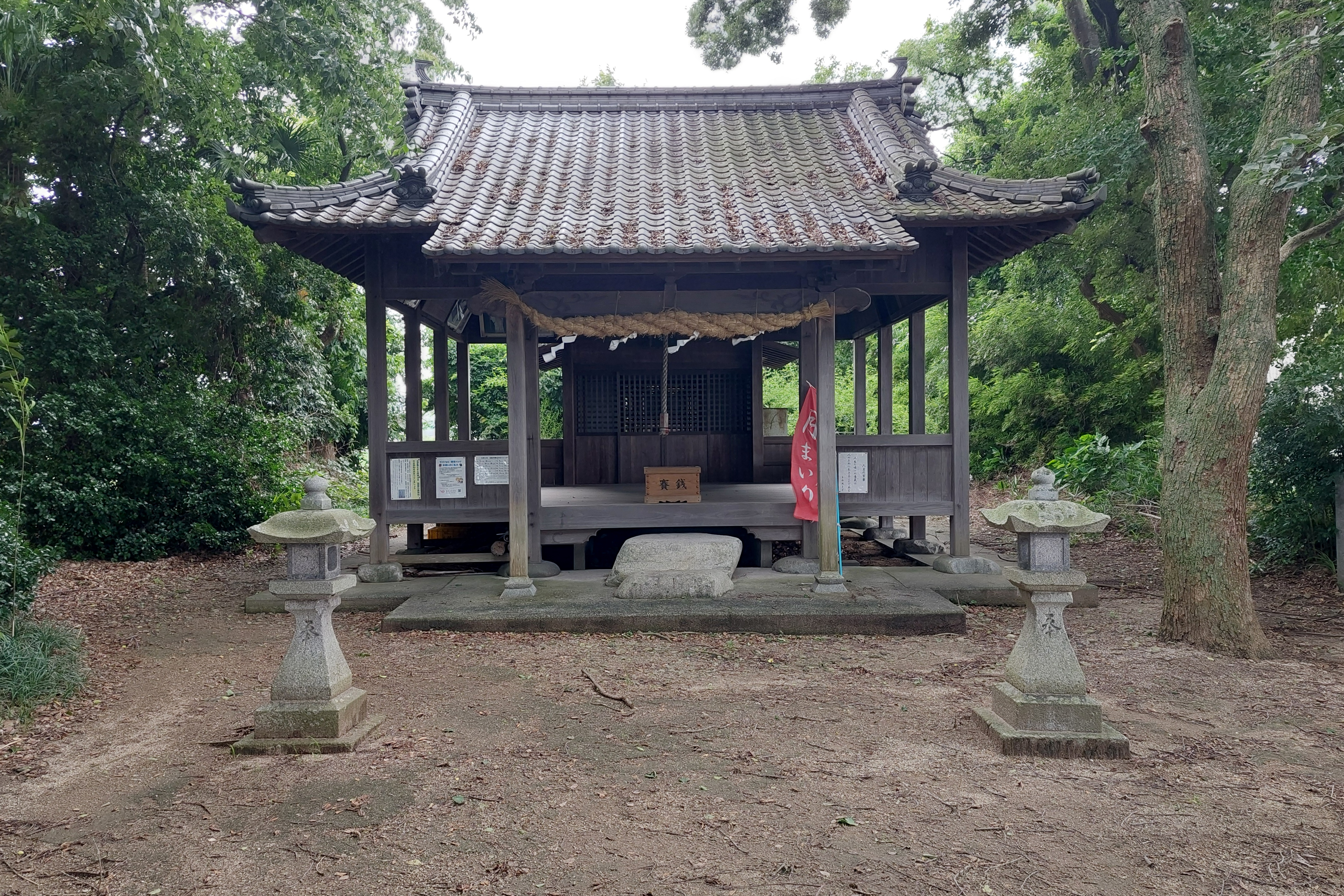
素鵞神社（大間）

素鵞神社
大字中川原に鎮座する。建速須佐之男命、櫛稲田姫命、大国主命を祀る。
素鵞神社
大字大間（だいま）に鎮座する。建速須佐之男命、櫛稲田姫命、大国主命を祀る。
火防大明神社
大間素鵞神社境内に鎮座する。江戸時代には代官が参篭して防火の祈祷を行い、神札を郡内に配った。
奈良原神社
塞神社
後藤神社（後藤大明神）
社家である後藤家の祖先を祀る。後藤家は高忍日賣神社社領の地頭神主として独立した立場を維持し、かつ松山藩内筆頭神主であった。江戸時代後期までは吉田家の支配を受けることなく、廣橋家等の執奏家を通して官職を得ていた。
後藤神社は江戸時代中頃まで現在の伊予市宮下付近に奉斎されていたが、藩境の関係により現在の場所に遷座した。
- 素鵞神社（中川原）
- 素鵞神社（大間）

## 現地情報
所在地
- 愛媛県伊予郡松前町徳丸387

交通アクセス
- 最寄駅：JR予讃線 北伊予駅 （徒歩15分）